# ETF Ride Systems
ETF Ride Systems B.V. ist ein niederländischer Hersteller, der sich auf die Entwicklung und Konstruktion von Fahrgeschäften für Freizeitparks spezialisiert hat.

## Geschichte
Ursprünglich wurde ETF im Jahr 1951 als Maschinenhersteller für die Textilindustrie gegründet. In der Freizeitbranche betätigt sich das Unternehmen seit Ende der 90er Jahre mit der Gründung der ETF Ride Systems, die als Tochtergesellschaft der ETF Group 1999 gegründet wurde. Zu der Firmengruppe gehören derzeit: Die ETF Machinefabriek, ETF Ride Systems, ETF USA Corporation und Sioux Electronics B.V. Eines der ersten Projekte des Unternehmens bestand darin, ein Transportsystem für das Fahrgeschäft Labyrinth of the Minotau zu entwickeln, das zusammen mit der Sally Corporation mitentworfen wurde. Die Attraktion wurde im Jahr 2000 im spanischen Freizeitpark Terra Mítica eröffnet. Das Fahrgeschäft besteht aus mehreren Fahrzeugen mit Laser-Blastern, die sich entlang einer festgelegten Strecke bewegen. Obwohl das Transportsystem in vielen weiteren Fahrgeschäften zum Einsatz kam, hat das Unternehmen auch ein schienenloses Transportsystem entwickelt, um das Angebot zu erweitern. Im Jahr 2010 begann ETF Ride Systems mit der Entwicklung eines neuen Fahrsystems für den Europa-Park. Nach einer Konstruktionszeit von neun Monaten wurde im August 2011 die Attraktion Volo da Vinci eröffnet. Das Fahrsystem besteht aus mehreren Fahrzeugen, die oberhalb der Gondel an einer Schiene eingehängt sind und bei dem die Fahrgäste die Geschwindigkeit der Fahrzeuge mit Hilfe von Pedalen selber steuern können.

## Produkte
Die Produkte des Unternehmens bestehen im Wesentlichen aus vier Fahrsystemen:
- Multi Mover: Ist ein Fahrsystem für Dark-Ride-Fahrgeschäfte, die sowohl auf Schienen (Trackbound) als auch schienenlos (Trackless) gefahren werden können und optional eine Bewegungsplattform bieten.
- Mystic Mover: Ähnlich wie bei der schienenlosen Version des Multi Movers, aber mit kleineren Fahrzeugen.
- Panorama Pedal: Ist ein Indoor / Outdoor-System, bei dem die Fahrgäste die Geschwindigkeit der motorisierten Fahrzeuge selber steuern können.
- Suspended Flight: Ist ein Fahrsystem, bei dem die Fahrzeuge oberhalb an einer Schiene eingehängt sind und bei dem die Fahrgäste die Geschwindigkeit der Fahrzeuge selber steuern können.

## Installationen
| Name                            | Freizeitpark                  | Land               | Model            | Typ        | Mitentwickler         | Eröffnet |
| ------------------------------- | ----------------------------- | ------------------ | ---------------- | ---------- | --------------------- | -------- |
| Bazyliszek                      | Legendia                      | Polen              | Multi Mover      | Trackless  | Alterface, Joravision | 2018     |
| Bullyversum                     | Bavaria Filmstadt             | Deutschland        | Multi Mover      | Trackless  | —                     | 2012     |
| Challenge of Mondor             | Enchanted Forest              | Vereinigte Staaten | Mystic Mover     | Trackless  | —                     | 2006     |
| Challenge of Tutankhamen        | Walibi Belgium                | Belgien            | Multi Mover      | Trackless  | Sally Corporation     | 2003     |
| Ghost Hunt                      | Lake Compounce                | Vereinigte Staaten | Mystic Mover     | Trackless  | Sally Corporation     | 2008     |
| Ghostwood Estate                | Kennywood                     | Vereinigte Staaten | Mystic Mover     | Trackless  | —                     | 2008     |
| La Aventura de Scooby-Doo       | Parque Warner Madrid          | Spanien            | Mystic Mover     | Trackless  | Sally Corporation     | 2005     |
| Labyrinth of the Minotau        | Terra Mítica                  | Spanien            | Multi Mover      | Trackbound | Sally Corporation     | 2000     |
| Maus au Chocolat                | Phantasialand                 | Deutschland        | Multi Mover      | Trackbound | 3DBA, Alterface       | 2011     |
| Motor Mania                     | Nürburgring                   | Deutschland        | Multi Mover      | Trackless  | —                     | 2009     |
| Nights in White Satin: The Trip | Freestyle Music Park          | Vereinigte Staaten | Multi Mover      | Trackbound | Sally Corporation     | 2008     |
| Popcorn Revenge                 | Walibi Belgium                | Belgien            | Multi Mover      | Trackless  | Alterface             | 2019     |
| Safari Tuneli                   | Vialand                       | Türkei             | Mystic Mover     | Trackless  | P&P Projects          | 2013     |
| Symbolica                       | Efteling                      | Niederlande        | Multi Mover      | Trackless  | —                     | 2017     |
| Thor's Hammer                   | TusenFryd                     | Norwegen           | Multi Mover      | Trackbound | P&P Projects          | 2013     |
| Toy Story Midway Mania          | Disney’s Hollywood Studios    | Vereinigte Staaten | Multi Mover      | Trackbound | WDI                   | 2008     |
| Toy Story Midway Mania          | Disney’s California Adventure | Vereinigte Staaten | Multi Mover      | Trackbound | WDI                   | 2008     |
| Toy Story Midway Mania          | Tokyo DisneySea               | Japan              | Multi Mover      | Trackbound | WDI                   | 2012     |
| Vi På Saltkråkan                | Astrid Lindgrens värld        | Schweden           | Mystic Mover     | Trackless  | Sally Corporation     | 2007     |
| Volcans Sacrés                  | Vulcania                      | Frankreich         | Multi Mover      | Trackless  | —                     | 2013     |
| Volo da Vinci                   | Europa-Park                   | Deutschland        | Suspended Flight | —          | —                     | 2011     |
| Zindan                          | Vialand                       | Türkei             | Mystic Mover     | Trackless  | P&P Projects          | 2013     |